# 圣莫尔公园站
圣莫尔公园站（法語：Gare du Parc de Saint-Maur）是一座位于法国巴黎东南郊马恩河谷省圣莫代福塞市的快铁车站，在法兰西岛大区快速铁路A2支线上。

## 历史

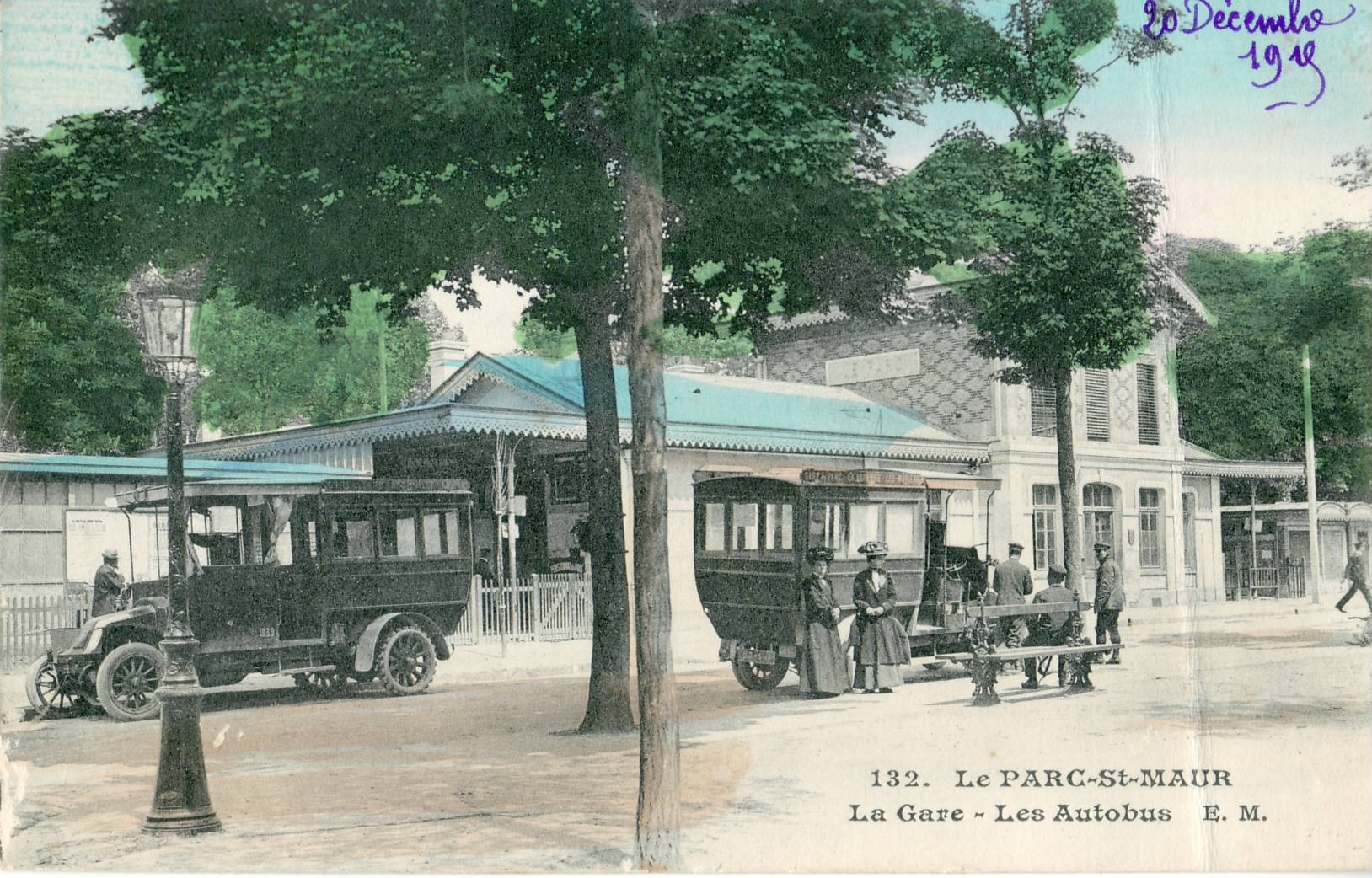
圣莫尔公园站的前身，19世纪时巴黎铁路网上的车站。

圣莫尔公园车站的前身是19世纪巴黎铁路网的巴黎-布里地区马尔勒线（文森线）上一站，于1859年开通。现在的圣莫尔公园站是于1969年12月14日开始运行，作为法兰西岛大区快速铁路A2支线：布瓦西圣莱热分支上的一站。  

### 乘客流量
据巴黎大众运输公司（RATP）的数据，2011年圣莫尔公园站的入站乘客总人次数为2048678人次。

## 车次
圣莫尔公园站在正常时段的发车频率是10分钟一班，高峰时期的发车频率是每小时12班次。晚间的发车频率是15分钟一班。

## 换乘路线
圣莫尔公园站位于巴黎三环（zone 3），没有与其他地铁、快铁或高铁接轨。车站东侧出口有大型的公交车站，接驳邻近地区的公交车线路：
- RATP公交线路：107 317